# 소프트웨어 개발 보안
소프트웨어 개발 보안 또는 시큐어 코딩(Secure Coding)이란 안전한 소프트웨어 개발을 위해 소스 코드 등에 존재할 수 있는 잠재적인 보안 취약점을 제거하고, 보안을 고려하여 기능을 설계 및 구현하는 등 소프트웨어 개발 과정에서 지켜야 할 일련의 보안 활동을 말한다. 인터넷 홈페이지나 소프트웨어 개발 시 보안 취약점을 악용한 해킹 등 내외부 공격으로부터 시스템을 안전하게 방어할 수 있도록 코딩하는 것이 여기에 해당한다.
미국은 2002년 연방정보보안관리법(FISMA)을 제정해 시큐어 코딩을 의무화했고, 마이크로소프트는 윈도우 비스타를 개발할 때 시큐어 코딩을 도입했다. 대한민국의 경우 2012년 12월부터 SW 개발 단계부터 보안 취약점을 제거하는 'SW 개발 보안 의무제'가 시행되었다. 이에 따라 공공기관의 정보화 사업 중 40억원 이상의 발주는 시큐어 코딩을 의무화했고, 2014년 12월 31일까지는 20억원 미만의 사업에도 의무적으로 적용된다.

## 같이 보기
- 보안 취약점